# Jacques Amyot

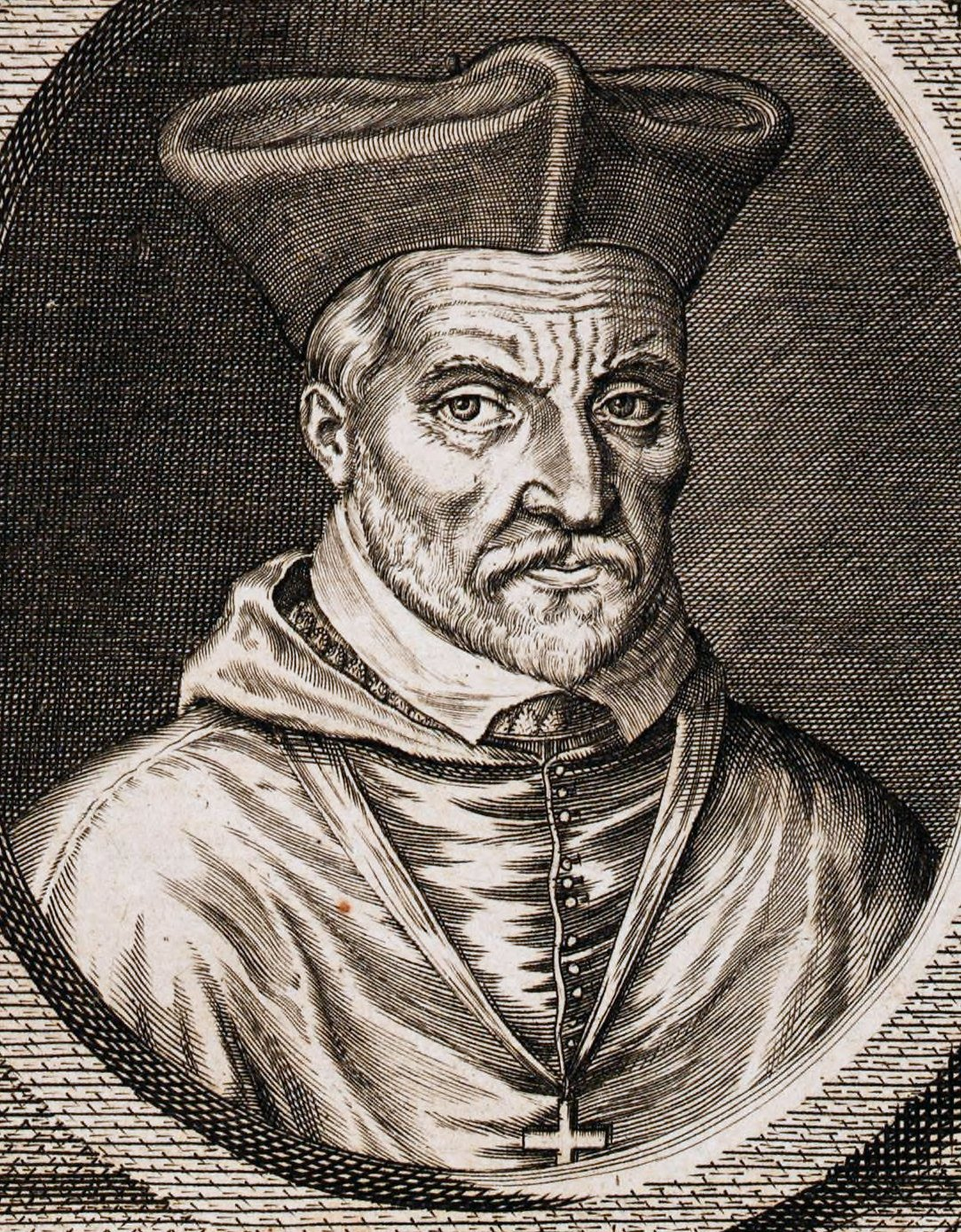
Jacques Amyot.

Jacques Amyot, född den 30 oktober 1513 i Melun, död den 6 februari 1593 i Auxerre, var en fransk filolog. 
Amyot kämpade i sin ungdom mot tryckande omständigheter, men lyckades genom flit och energi uppnå en hög samhällsställning och stort anseende. Han var professor i grekiska i Bourges, lärare för Henrik II:s barn, storallmoseutdelare och biskop i Auxerre (1570). 
Amyot gjorde sitt namn frejdat genom översättningar från klassiska författare. De viktigaste är: Amours de Théagène et Chariclée (1549), Amours de Daphnis et Chloé (1559) och framför allt Oeuvres de Plutarque (1559–1572), som i likhet med de övriga ofta tryckts om.